# Tallero d'Eritrea
Il Tallero d'Eritrea fu una moneta coniata in Italia sotto il regno di Umberto I.

## Storia
Con l'annessione dell'Eritrea all'Italia, avvenuta nel 1890, si stabilì di coniare una moneta per i nuovi possedimenti, nei quali circolavano i vecchi Talleri di Maria Teresa, battuti dalla zecca di Vienna. Si introdusse in quelle terre il sistema monetario composto dal tallero, o pezzo da 5 lire, che, nel peso e nel diametro, era molto simile al tallero della vicina Etiopia; i sottomultipli erano composti da monete d'argento da 4/10, 2/10 e 1/10 di tallero, corrispondenti a lire italiane 2, 1 e 0,50. Tali monete avevano corso legale soltanto in Eritrea; in Italia potevano essere cambiate solo presso la Tesoreria, in altrettante monete nazionali. Con la convenzione tra l'Italia e l'Etiopia, del 1º ottobre 1889 vennero regolamentate le norme di circolazione. 
L'incarico di allestire i coni delle suddette monete, venne affidato all'incisore capo della zecca di Roma, Filippo Speranza e le monete vennero coniate in quella zecca, fatta eccezione per il pezzo da 0,50 che fu battuto a Milano.

## Descrizione
DirittoSemibusto in uniforme, con testa coronata a destra; attorno UMBERTO I RE D'ITALIA e la data; sotto il busto, il nome dell'autore, SPERANZA.
RovescioAquila di Savoia spiegata e coronata con scudo nel petto che regge scettro e bastone, fregiati del Collare dell'Annunziata; i lati, il valore, espresso in italiano, arabo ed amarico; in alto COLONIA ERITREA tra due stelle a cinque punte, nel basso TALLERO tra due stelle a cinque punte. È assente il segno di zecca. Queste monete furono coniate a Roma nel 1891 e nel 1896.
Il titolo è di argento 800/1000, il diametro è di 40 mm, il peso è di 28,12 g ed il contorno è rigato.